# Eleonore Schönborn
Eleonore Schönborn, rozená Eleonore Doblhoff (14. dubna 1920 Brno – 25. února 2022 Schruns, Rakousko) byla česko-rakouská místní politička a matka vídeňského arcibiskupa a kardinála Christopha Schönborna. Byla účastnicí odsunu Němců z Československa v roce 1945.

## Život
Eleonore Schönbornová byla nejmladší dcerou z manželství Herberta ze šlechtického rodu Doblhoffů a jeho manželky Gertrudy. Kvůli zákonům rušícím šlechtu v Rakousku a Československu přišli o tituly. Vyrůstala v Račicích u Vyškova a vzdělání získala ve škole s internátní školou.
V roce 1942 se seznámila s malířem Hugo-Damianem Schönbornem, kterého si tentýž rok vzala. V roce 1945 musela v důsledku Benešových dekretů uprchnout z Československa i se svými dvěma malými dětmi Philippem a Christophem.
V Rakousku se jí narodily další dvě děti – Barbara a Michael. V roce 1950 se rodina přestěhovala do Schrunsu ve Vorarlbersku, kde Eleonora našla práci. V roce 1958 s Hugem-Damianem Schönbornem rozvedla. Živila se prací v rakouské firmě Getzner v Bludenzu, kde pracovala 30 let. Jako první žena v městské radě Schrunsu (1975–1985) iniciovala založení muzeí v Montafonu, např. Montafonského muzea místní historie ve Schrunsu. V roce 1986 založila spolu s řeholní sestrou ošetřovatelskou asociaci Außermontafon. V roce 1997 byla vyznamenána Velkým vyznamenáním za zásluhy spolkové země Vorarlbersko. V roce 2013 obdržela Zlatou medaili za zásluhy Rakouské republiky.
Zemřela 25. února 2022 ve Schrunsu, kde byla také pohřbena.